# Amy Beth Hayes
Pour les articles homonymes, voir Hayes.
Amy Beth Hayes est une actrice britannique née le 8 octobre 1982 à Abergavenny au Pays de Galles.

## Théâtre
- 2011 : Les Liaisons dangereuses : Emilie, mise en scène Gérald Garutti, Royal Shakespeare Company

## Filmographie

### Cinéma
- 2009 : Me, Me, Me : Bea
- 2010 : Eva : Eva
- 2014 : Insoma : la fille glamour
- 2014 : United We Fall : Beth Amoako
- 2014 : The Protagonist : Amanda Robson
- 2014 : Captcha : Katya

### Télévision
- 2008 : Doctor Who : la servante albinos (1 épisode)
- 2008 : The Children : Kelly (3 épisodes)
- 2009 : FM : Evie (1 épisode)
- 2009 : Whatever It Takes : Daisy Cockram
- 2009 : Micro Men : Cynthia
- 2009 : Misfits : Ruth jeune (2 épisodes)
- 2011 : Journal intime d'une call girl : Amber (2 épisodes)
- 2011 : Case Sensitive : Sally Thorne (2 épisodes)
- 2011 : Sirens : Sergent Maxine Fox (6 épisodes)
- 2011 : Black Mirror : Lucy (1 épisode)
- 2012 : Shameless : Clem (2 épisodes)
- 2012 : The Syndicate : Amy (5 épisodes)
- 2013 : Lilyhammer : Rosemary (3 épisodes)
- 2013-2016 : Mr Selfridge : Kitty Hawkins-Edwards (37 épisodes)
- 2017 : Meurtres au paradis : Sophie Boyd (2 épisodes)
- 2017 : Timewasters : Nicola (1 épisode)
- 2017 : Love, Lies and Records : Saskia (1 épisode)
- 2018 : Action Team : Samantha (3 épisodes)
- 2020 : La Chronique des Bridgerton : Lady Trowbridge